# División de Honor Plata de Balonmano
Die División de Honor Plata de Balonmano (deutsch etwa: Silberne Ehrendivision im Handball) ist eine Spielklasse im spanischen Handball.

## Frauen
Die División de Honor Plata, bis 2010 Primera División genannt, war bis 2022 die zweithöchste spanische Spielklasse im Handball der Frauen. Über ihr war bis dato die División de Honor angesiedelt. Seit 2022 ist die División de Honor Plata die dritthöchste Liga, über ihr ist die División de Honor Oro angesiedelt.
Seit 2013 ist die Liga in vier Gruppen unterteilt. Die beiden besten Teams jeder Gruppe spielen in einer weiteren Runde gegeneinander um den Aufstieg in die nächsthöhere Liga.

## Männer
Die División de Honor Plata de masculina ist seit 1994 die zweithöchste spanische Spielklasse im Handball der Männer. Über ihr ist die Liga Asobal (auch: División de Honor) angesiedelt, unter ihr die Primera División Nacional.
Die Liga wurde im Jahr 1994 gestartet, von 1994 bis 2008 hieß sie División de Honor B, seit dem Jahr 2008 División de Honor Plata. Bis 1994 war die Primera División die zweite spanische Liga, sie wurde mit Einführung der División de Honor B im Jahr 1994 zur dritten Liga.

### Saison 2025/2026
Direkte Absteiger aus der 1. Liga waren Helvetia Anaitasuna und Servigroup Hoteles Benidorm. Aufsteiger aus der Primera División Nacional waren die Mannschaften Mubak Balonmano La Roca, OAR Coruña 1952 und Club Handbol Sant Cugat. Dem Verein Union Financiera Base Oviedo war von einem spanischen Sportgericht im Juli 2024 der Wiederaufstieg in die 2. Liga zugesprochen worden, nachdem er ein Jahr zuvor wegen einer fehlerhaften Entscheidung absteigen musste.

### Saison 2024/2025
Die Saison begann am 14. September 2024.
Absteiger aus der Liga Plenitude 2023/2024 waren Blendio Sinfín und Fertiberia Puerto Sagunto. Aufsteiger aus der Primera División Nacional waren die Mannschaften Proin Triana, Landbit Lanzarote und Amenabar Zarautz.
Die folgenden Mannschaften nahmen am Spielbetrieb 2024/2025 teil: Sociedad Deportiva Atlético Novás, Club Deportivo Elemental Sinfín Balonmano, Club Balonmano Puerto Sagunto, Club Balonmano Triana, Club Fundación Balonmano Agustinos Alicante, Club Deportivo Balonmano Burgos, Club Balonmano Los Dólmenes Antequera, Balonmano Caserío Ciudad Real, Club Balonmano Alcobendas, FC Barcelona II, Club Balonmano Ciudad de Málaga, Handbol Club Eivissa, Club Balonmano Eón Alicante, Club Cisne de Balonmano, Zarautz Kirol Elkartea und Club Deportivo Balonmano Mahay.
Horneo EÓN Alicante erreichte als Erstplatzierter der Liga den Aufstieg in die División de Honor. In einer in Ciudad Real ausgetragenen K.O.-Runde um den zweiten Aufstiegsplatz traten die Teams auf den Plätzen 2 bis 5 (ID Energy Caserío, Fertiberia Puerto Sagunto, UBU San Pablo Burgos und Blendio Sinfín Santander) an. ID Energy Caserío gewann diese Aufstiegsrunde und ist damit der zweite Aufsteiger. UBU San Pablo Burgos bestreitet Relegationsspiele gegen den Drittletzten der ersten Liga, Impulse BM. Guadalajara.
In einer Relegation mit Hin- und Rückspiel stehen sich BM Proin Sevilla (12. der 2. Liga) und der Drittligist Contazara Zaragoza gegenüber.
Ursprünglich sollten die drei Mannschaften auf den Plätzen 14 bis 16 direkt in die 3. Liga (Primera División Nacional) absteigen, das Team auf Platz 13 in der Relegation um den Klassenerhalt spielen. Da nach einem Gerichtsbeschluss des Consejo Superior de Deportes 2024 dem Drittligisten Unión Financiera Base Oviedo ein (Wieder)Aufstieg in die 2. Liga – unabhängig vom Tabellenplatz – zugestanden wurde und somit vier Drittligisten aufstiegsberechtigt waren, änderte die RFEBM während der laufenden Saison die Richtlinien und legte vier statt drei Absteiger fest. Die drei Teams auf den ursprünglichen Abstiegsplätzen 14–16 waren Dólmenes Antequera, Valinox Novás und Lanzarote Ciudad de Arecife. Auf dem zusätzlichen Abstiegsplatz 13 lag Amenabar Zarautz.

### Saison 2023/2024
Der vor der COVID-19-Pandemie bestehende Modus wird wiederhergestellt. Dementsprechend werden 16 Teams in einer regulären Liga antreten. Der Sieger ist als Meister direkt aufstiegsberechtigt; verzichtet er auf den Aufstieg ist das auf dem folgenden Platz liegende Team zum Aufstieg berechtigt. Die Teams auf den Plätzen 2 bis 5 tragen ein Aufstiegs-Play-off aus, ebenso wird ein Play-off mit dem Drittletzten der Liga Asobal ausgetragen sowie ein Play-off zwischen dem 13. der División de Honor Plata und dem besten Zweitplatzierten der Aufstiegsphase der Primera División Nacional.
Die 16 Teilnehmer am Ligabetrieb sind Valinox Novás, Handbol Mallorca, Fundación Agustinos Alicante, UBU San Pablo Burgos, Dólmenes Antequera, Unión Financiera, ID Energy Caserío de Ciudad Real, Tubos Aranda Villa de Aranda, BM Alcobendas, Barça Atlètic, Trops Málaga, Trasmapi UD Ibiza HC Eivissa, Eón Horneo Alicante, Club Cisne Colegio, BM Zamora Enamora und BM Guadalajara.
Absteiger aus der Liga Asobal 2022/2023 waren Club Cisne Colegio und BM Guadalajara. Aufsteiger aus der Primera División Nacional waren die Mannschaften Fundación Agustinos Alicante und MiTourA Handbol Mallorca.
Nach dem 28. Spieltag stand BM Guadalajara als erster Aufsteiger fest.

### Saison 2022/2023
Die 18 Teams spielten zunächst in zwei Gruppen zu je neun Mannschaften. Anschließend spielten die besten vier Teams der beiden Gruppe in einer Gruppe (grupo por el título) um den Aufstieg in die erste Liga. Die restlichen zehn Teams spielten in einer Gruppe (grupo por el descenso) um den Klassenerhalt.
In der Saison 2022/2023 traten folgende 18 Teams an:
- Gruppe A: Viveros Herol BM. Nava, Valinox Novás, UBU San Pablo Burgos, Tubos Aranda Villa de Aranda, BM Alcobendas, Unión Financiera Balonmano Base Oviedo, Amenabar Zarautz Z.K.E., BM Zamora Enamora, Balonmano Ikasa Boadilla
- Gruppe B: Fertiberia Puerto Sagunto, Barça Atlètic, Trops Málaga, Hiros BM Caserío de Ciudad Real. Trasmapi UD Ibiza HC Eivissa, Eón Horneo Alicante, Conservas Alsur Antequera, Balonmano Alarcos Ciudad Real, Handbol Sant Quirze

Viveros Herol BM. Nava und Conservas Alsur Antequera waren die Absteiger aus der Erstligasaison 2021/2022.
In der Aufstiegsgruppe spielten Viveros Herol BM. Nava, Valinox Novás, UBU San Pablo Burgos, Tubos Aranda Villa de Aranda, Fertiberia Puerto Sagunto, Barça Atlètic, Trops Málaga sowie Hiros BM Caserío de Ciudad Real; um den Klassenverbleib die Teams BM Alcobendas, Unión Financiera Balonmano Base Oviedo, Amenabar Zarautz Z.K.E., BM Zamora Enamora, Balonmano Ikasa Boadilla, Trasmapi UD Ibiza HC Eivissa, Eón Horneo Alicante, Conservas Alsur Antequera, Balonmano Alarcos Ciudad Real und Handbol Sant Quirze.
Fetiberia Puerto Sagunto und Viveros Herol Balonmano Nava stiegen in die Liga Asobal auf. Trops Málaga spielte in der Relegation gegen den Drittletzten der ersten Liga, Frigoríficos del Morrazo, wobei dem Erstligist der Klassenerhalt gelang. Absteiger aus der Liga waren Balonmano Alarcos Ciudad Real, Amenabar Zarautz Z.K.E., Balonmano Ikasa Boadilla und Handbol Sant Quirze.

### Saison 2021/2022
In der Spielzeit 2021/2022 traten 20 Teams an.
- Gruppe A: Club Cisne de Balonmano, BM Guadalajara, San Pablo BM Burgos, Amenabar Zarautz, Acanor Novás Valinox, BM Alcobendas, BM Villa de Aranda, BM Soria, BM Zamora Enamora, Condes de Albarei Teucro
- Gruppe B: BM Puerto de Sagunto, FC Barcelona B, Horneo Sporting Alicante, Trops Málaga, UD Ibiza, Balonmano Alarcos Ciudad Real, Club Handbol Sant Quirze, Cajasur CB Córdoba, Club Balonmano Esplugues, UE Sarriá

Aus der Spielzeit 2020/2021 der Liga Asobal waren BM Guadalajara, Fertiberia Puerto Sagunto, Dicsa Modular Cisne Balonmano und Blasgon y Bodegas Ceres Villa de Aranda in die zweite Liga abgestiegen.
In der Aufstiegsrunde, die mit den Teams Club Cisne de Balonmano, BM Guadalajara, San Pablo BM Burgos, Amenabar Zarautz, Acanor Novás Valinox, BM Puerto de Sagunto, FC Barcelona B, Horneo Sporting Alicante, Trops Málaga und UD Ibiza ausgetragen wurde, konnten sich Club Cisne de Balonmano und BM Guadalajara durchsetzen und stiegen in die Liga Asobal auf. In der Klassenerhaltsrunde spielten BM Alcobendas, BM Villa de Aranda, BM Soria, BM Zamora Enamora, Condes de Albarei Teucro, Balonmano Alarcos Ciudad Real, Club Handbol Sant Quirze, Cajasur CB Córdoba, Club Balonmano Esplugues und UE Sarriá.

### Meister und Aufsteiger der División de Honor Plata (bis 2008: División de Honor B)
| Saison    | Meister                       | Aufsteiger in die División de Honor                                                                                    |
| --------- | ----------------------------- | --- |
| 2022/23   | Fertiberia Puerto Sagunto     | Fertiberia Puerto Sagunto und Viveros Herol BM Nava                                                                    |
| 2021/22   | BM Guadalajara                | Club Cisne BM und CÍVITAS BM Guadalajara                                                                               |
| 2020/21   | Bathco BM Torrelavega         | Bathco BM Torrelavega und BM Iberoquinoa Antequera                                                                     |
| 2019/20   | Dicsa Modular Cisne Balonmano | Dicsa Modular Cisne Balonmano und Blasgon y Bodegas Ceres Villa de Aranda                                              |
| 2018/19   | Viveros Herol BM Nava         | Viveros Herol BM Nava und Fertiberia Puerto Sagunto                                                                    |
| 2017/18   | BM Alcobendas                 | BM Alcobendas und DS Blendio Sinfin                                                                                    |
| 2016/17   | SD Teucro                     | SD Teucro und MMT Seguros Zamora                                                                                       |
| 2015/16   | Recoletas Atlético Valladolid | Recoletas Atlético Valladolid und Bidasoa Irún                                                                         |
| 2014/15   | SD Teucro                     | SD Teucro und Go Fit Sinfin                                                                                            |
| 2013/14   | FC Barcelona „B“              | MMT Seguros Zamora und BM Benidorm                                                                                     |
| 2012/13   | FC Barcelona „B“              | Juanfersa Gijón und Ángel Ximénez Puente Genil                                                                         |
| 2011/12   | FC Barcelona „B“              | Frigoríficos Morrazo Cangas und ARS Palma del Río                                                                      |
| 2010/11   | Academia Octavio              | Academia Octavio und Helvetias Anaitasuna                                                                              |
| 2009/10   | Alser Puerto Sagunto          | Alser Puerto Sagunto und Quabit BM Guadalajara                                                                         |
| 2008/09   | Lábaro Toledo BM              | Lábaro Toledo BM und Frigoríficos Morrazo                                                                              |
| 2007/08   | BM Alcobendas                 | BM Alcobendas und Cuenca 2016                                                                                          |
| 2006/07   | Octavio Pilotes Posada        | Octavio Pilotes Posada und SD Teucro                                                                                   |
| 2005/06   | BM Antequera                  | BM Antequera und Darien Logroño                                                                                        |
| 2004/05   | Algeciras BM                  | Algeciras BM und CAI BM Aragón                                                                                         |
| 2003/04   | Alcobendas Toyota             | Alcobendas Toyota und BM Torrevieja                                                                                    |
| 2002/03   | SD Octavio Vigo               | SD Octavio Vigo und JD Arrate                                                                                          |
| 2001/02   | BM Alcobendas                 | BM Alcobendas und BM Torrevieja                                                                                        |
| 2000/01   | Barakaldo UPV                 | Barakaldo UPV, Teucro Caixanova und Almería 2005                                                                       |
| 1999/2000 | BM Altea                      | BM Altea und Octavio Pilotes Posada                                                                                    |
| 1998/99   | Valencia Airtel               | Valencia Airtel und Garbel Zaragoza                                                                                    |
| 1997/98   | Barakaldo UPV                 | Barakaldo UPV und Teucro Cajapontevedra                                                                                |
| 1996/97   | Universidad de Oviedo-Naranco | Universidad de Oviedo-Naranco und BM Altea                                                                             |
| 1995/96   | Pescanova Chapela             | Pescanova Chapela und Praza Pozoblanco; zusätzlich: Barakaldo UPV und Eresa Valencia                                   |
| 1994/95   | Caja Bilbao Barakaldo         | Caja Bilbao Barakaldo, Ariston San Antonio und Cangas Frigoríficos Morrazo; zusätzlich: Ademar León und Eresa Valencia |